# ماجراهای میخاو
ورای تخت جراحی (لهستانی: Przygody pana Michała) یک مجموعهٔ تلویزیونی درام تاریخی لهستانی است که در سال ۱۹۶۹ منتشر شد.

## گزیدهٔ بازیگران
- تادئوش اومنیتسکی
- ماگدالنا زاوادسکا
- دانیل اولبریخسکی
- آندژی واپیتسکی
- میه‌چیسواف پاولیکوفسکی
- مارک پرپچکو
- باربارا بریسکا
- ایرنا کارل
- ووادیسواف هاینچا
- ماریوش دموخوفسکی
- باربارا کرافتوونا
- آندژی شالافسکی
- لودویک بنوآ
- بوگوش بیلفسکی
- تادئوش اشمیت
- لئونارد آندژیفسکی
- وویچیخ زاگورسکی
- کاژیمیش تالارچیک
- یوآنا یندریکا
- بوگومیو کوبی‌یلا
- چسواف وویکو
- الکساندر فوژیل
- زیگمونت زینتل
- یوزف نوواک
- یوزف پیراتسکی
- آگنیشکا پرپچکو
- ووجیمیش اسکوچیلاس
- آرکادیوش بازاک
- ریشارد پیتروسکی
- الیاش کوژیمسکی
- بوگوسواف سوخناتسکی
- ائوگنیوش کامینسکی